# Poecilopsis leesi
Poecilopsis leesi là một loài bướm đêm trong họ Geometridae.